# 現代舞
现代舞是西方音乐会或剧场舞蹈裡的一个廣泛体裁，19世纪後期開始出現，20世纪初在德国和美国兴起。现代舞被視為因反對古典芭蕾而誕生。社会经济学的和文化的因素影響了现代舞的发展。19世纪后期，舞蹈艺术家如伊莎多拉·鄧肯（Isadora Duncan），艾伦（Maud Allan）和洛依·富乐（Loie Fuller）创造出现在称为表演美学（aesthetic for performance）和自由舞蹈（free dance）的新形式和训练方法。他們不採納古典芭蕾严格的肢體語言，尤其是有限的芭蕾经典的一系列动作，且为了探索动作的更大自由，禁止穿紧身胸衣和足尖鞋。
19世纪60年代，因为早期舞蹈形式和社会变化，舞蹈新思想开始萌芽。整个20世纪，社会政治问题、重大历史事件和其他艺术形式的发展进步，对持续进步的美国和德国现代舞作了巨大的贡献。最终，后现代舞艺术家拒绝现代舞的形式主义，包括如行为艺术、接触即兴、放松技术和即兴这样的元素。
美国现代舞可被分为（大致地）三个阶段或时期。
1. 在现代早期（1880-1923），以邓肯（Isadora Duncan）、洛依·富乐（Loie Fuller）、露絲·聖·丹尼斯（Ruth St. Denis）、泰德•肖恩（Ted Shawn）、埃莉诺•金（Eleanor King）的作品为标志，艺术创作被彻底改变。
2. 在现代中期（1923-1946），编导瑪莎·葛蘭姆（Martha Graham），多麗絲·韓福瑞（Doris Humphrey）, 嘉芙莲端咸（Katherine Dunham）, 查尔斯魏德曼（Charles Weidman）和 勒斯特何顿（Lester Horton ）寻求发展特殊的美国动作风格和词汇，并发展了被清晰定义和识别的舞蹈训练系统。
3. 在现代晚期（1946-1957），荷西里蒙（José Limón）, 普瑞姆斯（Pearl Primus），摩斯·坎宁汉（Merce Cunningham）, 泰莉·比蒂(Talley Beatty), 艾瑞克．郝金斯(Erick Hawkins), 安娜·索科洛(Anna Sokolow), 安娜·哈普林(Anna Halprin), 保罗·泰勒（Paul Taylor）介绍了清晰的抽象派艺术（abstractionism）和先锋派（avant-garde）动作，并为后现代舞铺下了道路。

现代舞跟着每个后辈参与进来的艺术家们进化发展。艺术内容已经从一个艺术家改变和迁移到另一个艺术家，因为他们带有不同的风格和技术。艺术家如玛莎格莱姆和勒斯特何顿（Lester Horton ）在现代中期发展了现如今依旧全球授课的技术，至今有很多其他现代舞种类存在。

## 背景
现代舞经常被认为是由于摒弃和反古典芭蕾舞而出现的，尽管历史学家表明是美国和欧洲社会经济学的改变对舞蹈世界开始变迁提供了帮助。在美国，增长的工业化、上升的中产阶级（有较多的可供使用的金钱和自由时间的人）和维多利亚女王约束的减少引起了人们对身体健康方面的新兴趣。“正是在这样的氛围中，‘新舞蹈’的萌芽不仅是出于对芭蕾的不满，而且也是社会结构所致。”在那同一时期里，“一流的身体教育为现代舞铺了路”，同时，体操练习作为技术起始点服务于渴望学习舞蹈的年轻女性。女子学院在1880年末期开始提供“舞蹈美学”课程。埃米尔·拉斯（Emil Rath）写了一段关于当时这个艺术形式的萌芽。

自由舞蹈（free dance）
1877年：现代舞的先驱邓肯（Isadora Duncan）主张在舞蹈时将重心放在中心或躯干、光脚、头发松散、服装自由飞扬和将幽默同情感表达结合在一起。她从古典希腊艺术、民族舞蹈、社交舞、自然、自然力量和新的美国运动竞赛（如跳、跑、跃和不连贯的动作）中得到启发。她觉得芭蕾是丑陋且无意义的竞技运动。尽管她在生命中多次回到美国，但她的作品没有在那儿被很好地接受。后来她回到欧洲，并于1927年死于法国尼斯。
1891年：洛依·富乐（Loie Fuller）（滑稽剧舞者）开始体验煤气照明灯照到她丝绸服装上所带来的效果。她发展了一套自然动作和即兴技巧用来将革新的灯光设备和半透明的丝绸服装结合在一起。她为自己的仪器和包括彩色凝胶、燃烧的化学冷光物质的使用方法在内的舞台灯光理论申请了专利，同样申请了专利的还有她宽松的丝绸服装。
1905年：露丝（Ruth St. Denis）在女演员莎拉·伯恩哈特（Sarah Bernhardt）和日本舞者川上貞奴（Sada Yacco）的影响下，改进了她对印度文化和方法论的变形。她的表演迅速走红并在研究原始文化和艺术的同时四处巡演。

## 现代舞起源
在二十世纪初，芭蕾舞当道的时期，女孩伊莎多拉·鄧肯觉得当时的芭蕾舞只流于卖弄技巧的层次。她认为芭蕾舞缺少了感情的舒放，是精神空虚的产物而厌弃这种陈腐的表演形式。她认为舞蹈应该是随意的活动表现，并且能够表达出人类最深奥的思想与感情。
出生在美国的伊莎多拉·邓肯的舞蹈思想，在当时的社会里是很难被接受的。她不顾芭蕾舞的成规、不用名家音乐来跳舞。她从古希腊的舞蹈中吸取灵感，抛弃了芭蕾舞亮丽的舞服及舞鞋，改穿古希腊宽松的衣服与赤着双脚，在舞台上跳出了现代舞的原型。
她所提出的舞蹈概念：“舞蹈节奏的形成是由引力定律，吸力与斥力、抗力与应力来支配。” 她这个概念，也影响了芭蕾舞往后的发展历史。
现代舞的历史由伊莎多拉·邓肯的带动，在往后的日子里发展出许多不同体系的现代舞概念与技巧，比较广为人知的有：
瑪莎·葛蘭姆（Martha Graham）。葛蘭姆强调收(contraction)与放(release)，以腹部和盆骨的运用为中心，很多都是地板动作(floor work)，葛蘭姆技巧与地板是相辅相成的。
另外一位不能不提的是摩斯·康寧漢（Merce Cunningham），他是瑪莎葛蘭姆的门生。康寧漢技巧强调肢体的线条、空间与节奏，他的舞蹈可以看见很优美的几何图形与线条。他相信肢体都有着自己的線條能量（line of energy）而发展出简明与自然的舞蹈动作。
还有一位广为人知的现代舞大师是荷西·利蒙（Jose Limon）。利蒙技巧强调身体重心与引力的运用。他的舞蹈动作是运用呼吸与身体自然的重力发动的。
“即兴”和“接触即兴”也是现代舞不可欠缺的环节。即兴（improvisation）如文所说就是“即时兴起”，没有经过刻意编排、随心所欲地跳出动作、凭感觉帶動身體及舞蹈動作。它注重于勘察动作与表演的关系，通过随意的创作而促进个人在舞蹈方面的自我成长。
接觸即興（contact improvisation）与即兴不同的是，它必需由最少两个人方能构成。通过人与人之间的互动、重心的交换、连绵的动作与接触，把身体最自然的动作呈现出来。

## 當代舞
發展至今，現代舞蹈藝術已有“當代舞（Contemporary Dance）”的概念。「當代舞」與「現代舞」概念上的分別，是現代舞主要指由伊莎多拉·邓肯以來，不同舞蹈家創立的舞蹈派系、技巧及形式；而當代舞是指由現今舞蹈家創作、演繹當下人類思想感情的舞蹈。其創作的模式不限，可能運用的是芭蕾舞、中國古典舞甚至嘻哈（hip hop）等的技巧，但是技巧不過是表達的工具，當代舞著重的是內涵。